# Ableptina nephelopera
Ableptina nephelopera is een vlinder van de familie van de spinneruilen (Erebidae), van de onderfamilie van de Herminiinae. De wetenschappelijke naam van deze soort is voor het eerst voorgesteld als Bleptina nephelopera door George Francis Hampson in een publicatie uit 1909.
De soort komt voor in Oeganda.